# Рыпакова, Ольга Сергеевна
Ольга Сергеевна Рыпакова (до замужества — Алексеева, род. 30 ноября 1984 года, Усть-Каменогорск, Казахская ССР) — казахстанская легкоатлетка, специализирующаяся в прыжках в длину, тройном прыжке и семиборье. Чемпионка Олимпийских игр в Лондоне (2012), серебряный призёр Олимпийских игр в Пекине (2008) и бронзовый призёр в Олимпиады в Рио-де-Жанейро (2016) в тройном прыжке. Чемпионка мира 2010 года в помещении в тройном прыжке.
В 2016 году Международный олимпийский комитет и Всемирное антидопинговое агентство дисквалифицировали греческую спортсменку Хрисопию Девеци за допинг и Рыпаковой присудили бронзовую медаль чемпионата мира по лёгкой атлетике в помещении 2008 в Валенсии (Испания). В 2017 году после дисквалификации той же Девеци и российской прыгуньи Татьяны Лебедевой за допинг казахстанской спортсменке присудили серебряную медаль Олимпиады-2008 в Пекине.

## Биография
В 2001 году окончила Восточно-Казахстанскую областную школу-интернат для одаренных в спорте. Тренируется под руководством отца — С. Д. Алексеева. Чемпионка мира 2010 года в прыжках в длину, трёхкратная чемпионка Летних Азиатских игр в тройном прыжке и однажды в семиборье, чемпионка Универсиады 2007 года в Бангкоке (Таиланд) в тройном прыжке. Заслуженный мастер спорта.
На Олимпиаде 2012 в предварительном раунде была первой с результатом 14,79 м. В финале олимпийских игр в Лондоне победила с результатом 14,98 м.
2025 году завоевала серебряную медаль на крупном турнире Korea Open Athletics Meeting в Йечхоне (Южная Корея)

## Лучшие результаты
Лучший результат в тройном прыжке — 15,25 — был установлен 4 сентября 2010 года в г. Сплит (Хорватия). Данный результат является рекордом Азии в тройном прыжке на открытом воздухе.

## Награды
- Орден Парасат (31 август 2016 года)[3]
- Орден «Барыс» 2 степени
- Орден Курмет
- Медаль «20 лет Вооружённых сил Республики Казахстан»
- Почётный знак «За заслуги в развитии физической культуры, спорта и туризма» (16 апреля 2015 года, Межпарламентская ассамблея СНГ) — за значительный вклад в развитие физической культуры, спорта и туризма в государствах — участниках Содружества Независимых Государств, реализацию идей сотрудничества в сфере физической культуры, спорта и туризма[4]

## Звания
- Звание «Заслуженный мастер спорта» Республики Казахстан[5]
- Воинское звание — подполковник Вооружённых сил Республики Казахстан[6]

## Признание
В 2014 году в Усть-Каменогорске открылся легкоатлетический центр с международным сертификатом второй категории, названный именем Ольги Рыпаковой.

## Личная жизнь
Замужем, супруг Денис Рыпаков — бегун, серебряный призёр в беге на 400 м Всемирной Универсиады в Тэгу (Южная Корея, 2003). Дочь — Настя и сын — Кирилл.